# Eduard Rottler
Karl Eduard Rottler (* im 19. Jahrhundert; † 1899 in Lindenau) war ein deutscher Kaufmann und Politiker.

## Leben
Rottler war ein Findelkind und wurde vom Ratskämmerer und Hospitalvorsteher Friedrich Rottler in Saalburg adoptiert. Er war evangelisch-lutherischer Konfession und heiratete am 12. September 1850 in Saalburg in erster Ehe Thekla Agnes Ottilie Heynisch (* 1816; † 5. September 1869 in Lobenstein), die Tochter des Rittergutsbesitzers Johann Heinrich Heynisch aus Dürren-Ebersdorf. Nach dem Tod der ersten Ehefrau heiratete er am 12. Juli 1870 in Lobenstein in zweiter Ehe Rosa Bianca Henriette Fischer (6. Mai 1844 in Lobenstein; 21. August 1909 ebenda), die Tochter des Rotgerbermeisters Joseph Heinrich Konrad Fischer in Lobenstein.
Rottler lebte als Kaufmann in Saalburg und später in Lindenau. Er war Bürgermeister in Saalburg.
Vom 6. bis zum 16. April 1869 als Stellvertreter von Karl Bernhard Jäger und vom 31. Oktober 1871 bis zum 28. August 1874 und erneut vom 31. Oktober 1883 bis zum 12. September 1886 war er Mitglied im Landtag Reuß jüngerer Linie.